# عدنان غيث
عدنان غيث سياسي فلسطيني من مواليد مدينة القدس وأحد أعضاء حركة فتح. يشغل منذ 31 ديسمبر 2018 منصب محافظ محافظة القدس. اعتقلته سلطات الاحتلال الإسرائيلي أكثر من 35 مرة إما للتحقيق أو الاعتقال أو الاعتقال المنزلي بحجة إقامة نشاطات فلسطينية في مدينة القدس، وتمنعه من التواصل مع القيادات السياسية والشخصيات الفلسطينية ودخول الضفة الغربية.

## حياته
في 4 ديسمبر 2016 فازَ غيث بانتخابات المجلس الثوري الفلسطيني والتي عُقدت أثناء المؤتمر السابع لحركة فتح وصار عضوًا فيه، وتسلم رئاسة لجنة القدس. وهو عضو في اللجنة الرئاسية العليا لمتابعة شؤون الكنائس في فلسطين بصفته الوظيفية.
في 28 أكتوبر 2019، شكّل الرئيس محمود عباس اللجنة العليا للقدس، وعينه عضوًا فيها بصفته محافظًا لمحافظة القدس.

### الاعتقال
اُعتقل غيث في 19 يوليو 2020، وأُفرج عنه من سجن عسقلان في 4 أغسطس 2020 بعدما قررت محكمة إسرائيلية إطلاق سراحه شريطة عدم التواصل مع القيادة الفلسطينية.
في 9 سبتمبر 2020، سلم جهاز المخابرات الإسرائيلي (الشاباك) قرارًا يتضمن تقييد حركة محافظ محافظة القدس عدنان غيث، وحظر تواصله مع أكثر من 50 شخصية فلسطينية من القيادة السياسية الفلسطينية على رأسهم الرئيس الفلسطيني ورئيس الوزراء.
في 16 مايو 2024، سلمته قوات الاحتلال الإسرائيلي قرارًا من قائد المنطقة الوسطى بتجديد إبعاده عن الضفة الغربية للسنة السادسة على التوالي حيث يتهم بــ
«أنت متورط بالترويج لأنشطة السلطة الفلسطينية التي تنتهك السيادة الإسرائيلية بشرق القدس».